# Regione inguinale

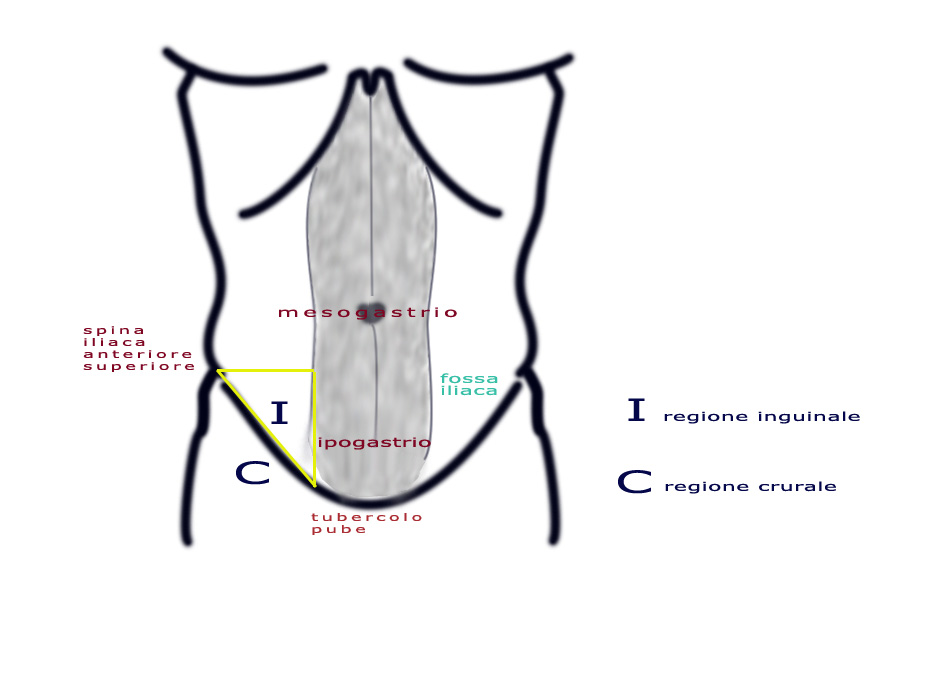
Fig.1 Regioni dell'addome (pancia), con indicata la regione inguinale.

In anatomia topografica la regione inguinale o inguine indica la porzione anteriore, laterale ed inferiore della parete addominale (pancia). Corrisponde a quella che in semeiotica viene indicata come fossa iliaca. Delimitato scheletrometricamente dall'anca, l'inguine è identificato in superficie dalla piega che connette l'arto inferiore al tronco, pertanto è il corrispettivo caudale dell'ascella, alla quale è accomunato per la presenza del caratteristico gruppo linfonodale, nonché di caratteristiche cutanee comuni (in particolar modo, le ghiandole sudoripare apocrine).

## Generalità
La regione inguinale (Fig.1), di forma triangolare, è delimitata sui tre lati:
- dal margine laterale del muscolo retto dell'addome
- da una linea ideale orizzontale tracciata tra la spina iliaca anteriore superiore e il margine laterale del muscolo retto
- dal ligamento o legamento inguinale conosciuto anche come legamento o arcata di Falloppio o ancora come legamento di Poupart: che si estende dalla spina iliaca anteriore superiore al tubercolo del pube.

Il legamento inguinale corrisponde, nella sua proiezione cutanea, alla piega dell'inguine e traccia il confine tra la regione inguinale, addominale,  e un'area inferiore, alla radice della coscia, che prende il nome di regione crurale sede, a sua volta, di una porta responsabile della formazione delle ernie crurali.

## Parete addominale
Nella regione inguinale la parete addominale è costituita dai tre muscoli larghi dell'addome e dalla fascia trasversale.
- Muscolo obliquo esterno (fig.2). È il più grande dei muscoli addominali. I suoi fasci partono dalle ultime 8 coste e si dirigono in basso, verso il bacino formando una robusta struttura aponevrotica che:
  - in parte volge all'indietro e verso l'alto per inserirsi sul ramo superiore del pube, lungo la cresta pettinea dando origine al legamento lacunare di Gimbernat (fig.3 - 4). Questo legamento , proprio a ridosso della linea pettinea,  trova un piccolo fascio di fibre indipendenti che lo rinforzano e che prende il nome di legamento pettineo di Cooper.
  - per il resto forma il legamento inguinale vero e proprio che si fissa: da un lato sulla spina iliaca anteriore superiore, dall'altra sul pube. Le fibre che si inseriscono sul pube si dividono in tre fasci:
    - due fasci superficiali che divaricandosi vanno a inserirsi rispettivamente 
      - lateralmente sul tubercolo del pube (formando il pilastro laterale di un'apertura all'incirca ovale che corrisponde all'anello esterno  o  orifizio esterno del canale inguinale)
      - medialmente sulla sinfisi pubica (formando il pilastro mediale).

    - un fascio profondo o legamento riflesso di Colles che, dopo aver oltrepassato la linea mediana, va ad inserirsi sul tubercolo del pube controlaterale (costituisce il pilastro posteriore dell'orifizio esterno del canale inguinale)  (fig.5).
- Muscolo obliquo interno (fig.6).  È più profondo rispetto all'obliquo esterno.  Termina con alcuni fasci muscolari dei quali:
  - quelli anteriori vanno a fissarsi sul tubercolo del pube e sulla cresta pettinea ove trovano i fasci del muscolo trasverso dell'addome con i quali si fondono formando il tendine congiunto.
  - altre sue fibre formano il muscolo cremastere che accompagna il funicolo spermatico fin nello scroto.
- Muscolo trasverso dell'addome (fig.7).  Dei tre muscoli è quello più profondo. Le sue fibre decorrono trasversalmente. 
  - Nella sua parte superiore i fasci muscolari, fondendosi in una aponevrosi,  si volgono medialmente verso il muscolo retto dell'addome che raggiungono e scavalcano al davanti. L'aponevrosi assume una forma a concavità mediana detta linea semilunare di Spigelio sede delle ernie omonime.
  - In basso il muscolo si inserisce sul tubercolo pubico e sulla cresta pettinea formando, insieme al muscolo obliquo interno,  il tendine congiunto.
- Fascia trasversale (fig.8). È una sottile membrana fibrosa che ricopre la faccia posteriore o profonda del muscolo trasverso dell'addome. In corrispondenza della regione inguinale questa struttura diventa spessa e robusta e per tale motivo fu ritenuta particolarmente importante da Edoardo Bassini che la pose a fondamento della sua tecnica di ricostruzione della parete inguinale dopo intervento di erniotomia.

Nel suo decorso la fascia trasversale, o fascia transversalis, 
- a livello dell'anello inguinale interno si accolla al funicolo spermatico formandogli un rivestimento che scende fino al testicolo al quale fornisce la tonaca vaginale comune;
- a livello dell'anello crurale circonda i vasi femorali e contribuisce a formare il setto femorale di Cloquet;
- viene rinforzata da alcuni fasci di fibre che formano il (fig.9):
  - legamento di Henle: piccola struttura triangolare il cui margine mediale corrisponde al muscolo retto, quello laterale si presenta incurvato a forma di falce (per cui il legamento è conosciuto anche come falce inguinale) e il lato inferiore coincide e si fonde con il legamento di Cooper;[1]
  - legamento di Hesselbach o legamento interfoveolare, formazione anch'essa triangolare che si fonde in basso con il legamento inguinale;
  - legamento di Thompson o benderella ileo-pubica: le sue fibre vanno dalla spina iliaca anteriore al pube. Corrisponde al legamento inguinale, con il quale si fonde, avendo sede più profonda.

Il triangolo di Hesselbach (fig.10) compreso tra legamento di Cooper, vasi epigastrici e margine laterale del retto dell'addome è l'unica zona ricoperta solo dalla fascia trasversale per cui rappresenta il punto debole del piano posteriore della regione inguinale.

## Strutture della regione inguinale
La regione inguinale in patologia chirurgica ha grande importanza perché è sede della porta attraverso la quale si fanno strada le ernie inguinali.

### Legamento inguinale
È una robusta struttura aponevrotica a partenza dal muscolo obliquo esterno che contrae solide aderenze anche con il legamento di Thompson e con quello di Cooper e che con le sue fibre distali forma l'anello inguinale superficiale. Nella tecnica di Bassini è utilizzato come struttura di ancoraggio dei punti di sutura.

### Canale inguinale
Il canale inguinale è una struttura (quindi meglio denominata tragitto inguinale) nella quale decorrono il funicolo spermatico nel maschio ed il legamento rotondo nella femmina.

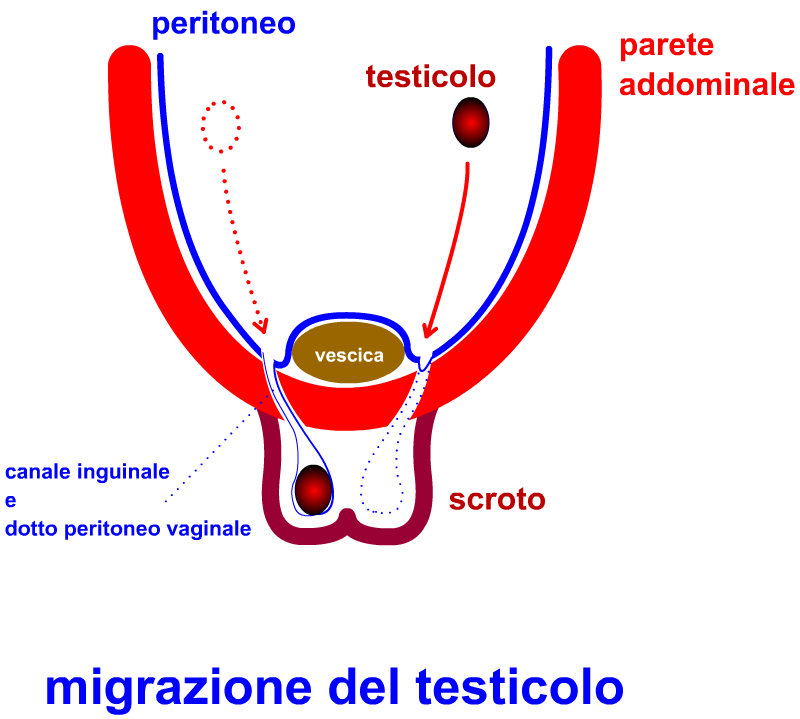
Fig.6. Discesa del testicolo nello scroto

Questo canale, della lunghezza di circa 4 o 5 cm, è già presente nei primi mesi di vita embrionale. Intorno al settimo mese assume la sua forma definitiva e consente al testicolo, fino al quel momento contenuto all'interno della cavità addominale, la discesa in basso e verso l'esterno,  nello scroto.
Nel corso di questa migrazione il testicolo spinge davanti a sé il peritoneo che forma una estroflessione, il dotto peritoneo vaginale che percorre il canale inguinale. In questo momento, pertanto, esiste una comunicazione tra cavità addominale e scroto. Una volta completata la discesa del testicolo il dotto, che non ha più ragione di esistere, va normalmente incontro a obliterazione e scompare mentre la sua parte distale, quella attorno al testicolo, rimane fornendogli la tonaca vaginale propria. Se alla nascita la obliterazione è assente o incompleta il dotto resta pervio e rappresenta la soluzione di continuo nella quale possono penetrare i visceri mobili dando luogo alla formazione delle ernie inguinali congenite (fig.6).

#### Pareti del canale inguinale
- parete anteriore: è costituita dal muscolo obliquo esterno e dalla sua aponeurosi.
- parete inferiore: è formata dalla faccia superiore del legamento inguinale che, a forma di doccia, accoglie il funicolo spermatico.
- parete superiore: è formata dal margine inferiore del muscolo obliquo interno e del muscolo trasverso  fusi insieme a formare il tendine congiunto.
- parete posteriore:è costituita dalla fascia transversalis rinforzata:
  - lateralmente dal legamento interfoveolare di Hesselbach
  - medialmente dal tendine congiunto e dal legamento riflesso del Colles
  - in basso dal  legamento di Henle, che a sua volta è fuso con il legamento di Cooper

pertanto la zona centrale (o mediana) della parete posteriore, essendo formata esclusivamente dalla fascia trasversale, rappresenta un'area di debolezza che favorisce la formazione delle ernie inguinali dirette (fig.5).

#### Orifizi del canale inguinale

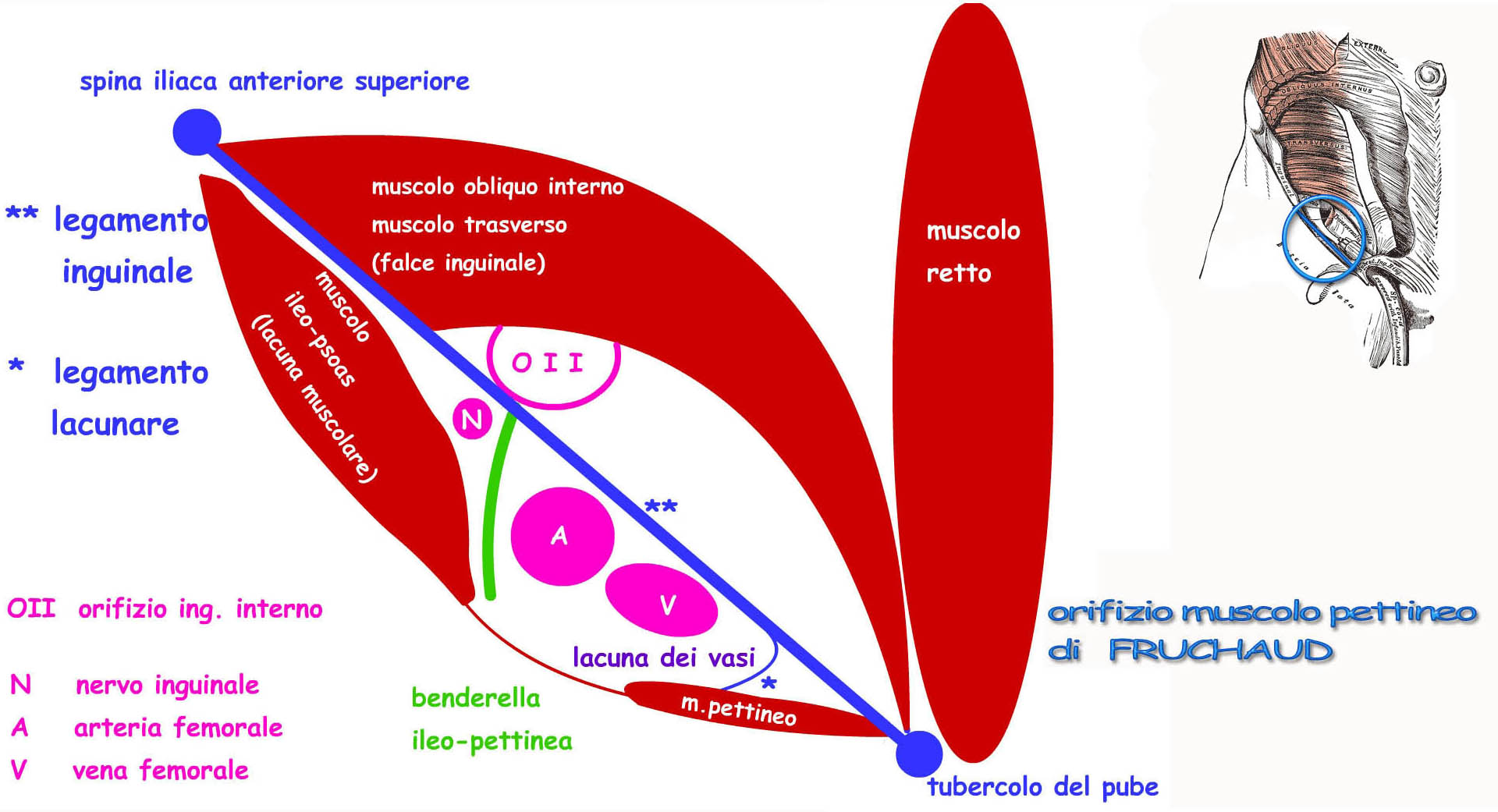
Rappresentazione schematica dell'area inguino-crurale

- orifizio esterno o anello inguinale superficiale: ha sede in regione sovrapubica e corrisponde all'estremità distale e mediana del canale inguinale. È formato dalle fibre terminali del muscolo obliquo esterno che divaricandosi ne formano il pilastro mediale e laterale. Il pilastro posteriore è costituito dal legamento riflesso di Colles. Essendo in posizione sottocutanea può essere raggiunto ed esplorato dalla punta di un dito che, introdotto nello scroto, venga spinto verso l'alto.

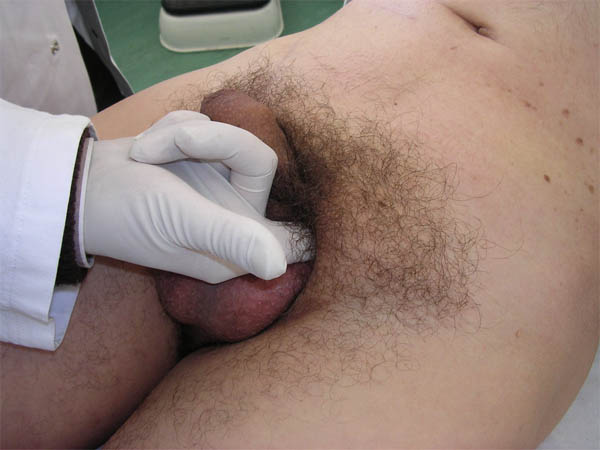
Esplorazione dell'anello inguinale superficiale

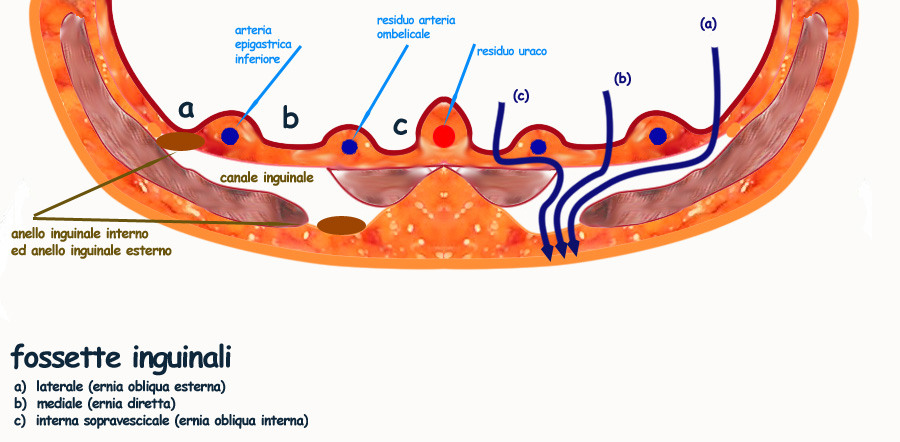
Fossette inguinali
percorso delle ernie

- orifizio interno o anello inguinale profondo. Posto all'estremità prossimale e laterale del canale inguinale ha una forma all'incirca ovale e si forma per divaricamento delle fibre della fascia trasversale (fig.10).

## Fossette peritoneali
In regione inguinale la parete della cavità addominale, vista dall'interno, presenta una serie di incavi dette fossette inguinali. Esse sono tre per lato e corrispondono alle depressioni che si formano tra le salienze dove il peritoneo scavalca:
- il legamento ombelicale medio, unico e centrale, che dalla vescica risale verso l'ombelico e che rappresenta il residuo dell'uraco.
- il legamento ombelicale laterale, di destra e di sinistra, residuo delle arterie ombelicali, che sale dalle regioni laterali della vescica verso l'ombelico.
- l'arteria epigastrica inferiore, di destra e di sinistra,  che dal basso si porta in alto e lateralmente verso l'ombelico.

Per questo motivo la superficie peritoneale presenta una plicatura mediana e due laterali tra le quali si formano tre fossette per lato, sia a destra che a sinistra, e che vengono indicate come:
- fossetta interna  posta tra il legamento ombelicale mediano ed il legamento ombelicale laterale
- fossetta mediana  posta tra il legamento ombelicale laterale e l'arteria epigastrica inferiore
- fossetta laterale posta lateralmente alla arteria epigastrica.

Queste fossette rappresentano delle aree di debolezza nei quali può determinarsi la formazione di un'ernia.

## Anatomia patologica
La fossetta laterale corrisponde all'orifizio inguinale interno ed è la sede più frequente di ernie. L'ernia che si fa strada in questo punto viene indicata come: ernia obliqua esterna. Questa può penetrare solo in parte lungo il canale inguinale oppure può percorrerlo completamente, addirittura in alcuni casi può oltrepassarlo e raggiungere la borsa scrotale (ernia scrotale).
La fossetta media corrisponde a quella zona della parete posteriore del canale inguinale che essendo costituita esclusivamente dalla fascia trasversale è più debole. È sede dell'ernia diretta.
La fossetta interna è responsabile della formazione dell'ernia obliqua interna, più rara.

## Contenuto del canale inguinale
Nel canale inguinale del maschio decorre il funicolo spermatico che è composto dalle seguenti strutture (fig.11): 
- dotto deferente che porta gli spermatozoi dal testicolo ai dotti eiaculatori
- arteria deferenziale ramo della arteria vescicale inferiore
- arteria spermatica interna ramo diretto dell'aorta
- arteria spermatica esterna ramo dell'arteria epigastrica superiore
- sistema venoso posteriore che confluisce nella vena epigastrica inferiore
- sistema venoso anteriore che confluisce direttamente nella cava inferiore (a destra) e nella vena renale (a sinistra)
- sistema linfatico del testicolo.
- ramo genitale del nervo ileo-ipogastrico
- ramo genitale del nervo ileo-inguinale
- ramo genitale del nervo genito-femorale

Questi nervi decorrono nella guaina fibrosa che circonda gli elementi del funicolo e che è formata dalla riflessione della fascia transversalis sul funicolo, all'altezza dell'orifizio inguinale interno.
Occorre ricordare che il sacco erniario, percorrendo il canale inguinale si fa strada infiltrandosi tra gli elementi del funicolo spermatico. Pertanto, in corso di intervento chirurgico, la manovra di isolamento del sacco deve essere effettuata con delicatezza per salvaguardare queste strutture.
Nel canale inguinale della donna corre il ligamento rotondo, apparato di sostegno dell'utero, che accompagnandosi a piccoli vasi e a qualche filuzzo nervoso si sfiocca sul monte di venere e sulle grandi labbra della vagina.

## Immagini di riferimento

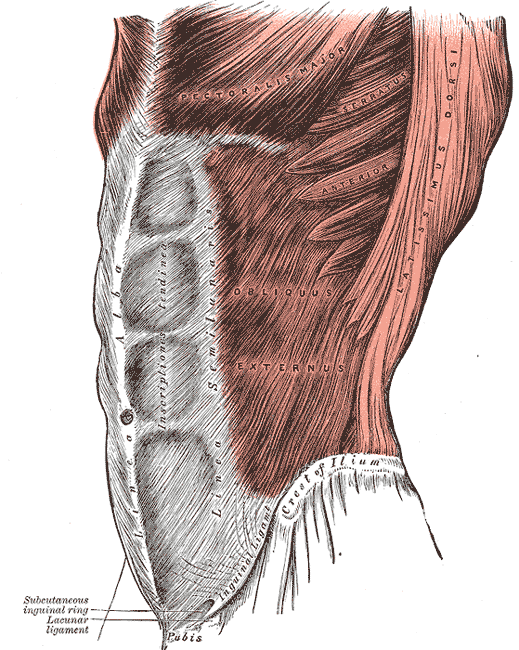
Fig.2 - Muscoli della parete addominale: Obliquo Esterno
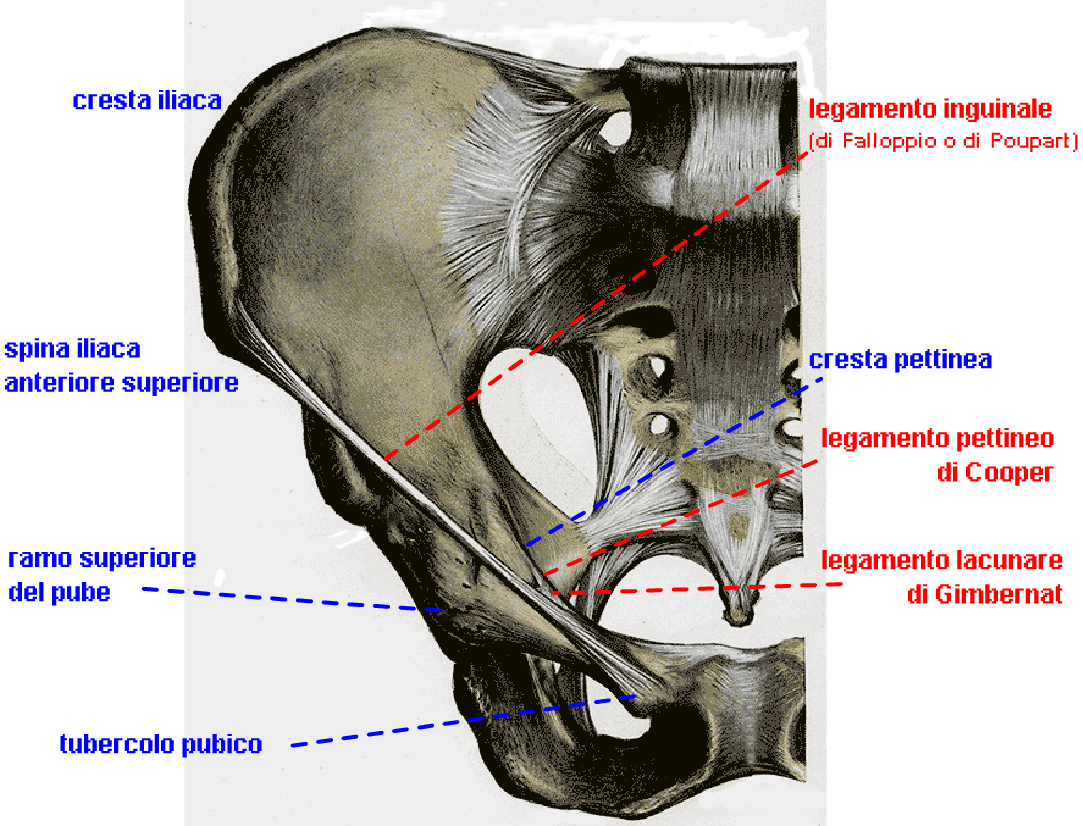
Fig.3 - Ossa del bacino
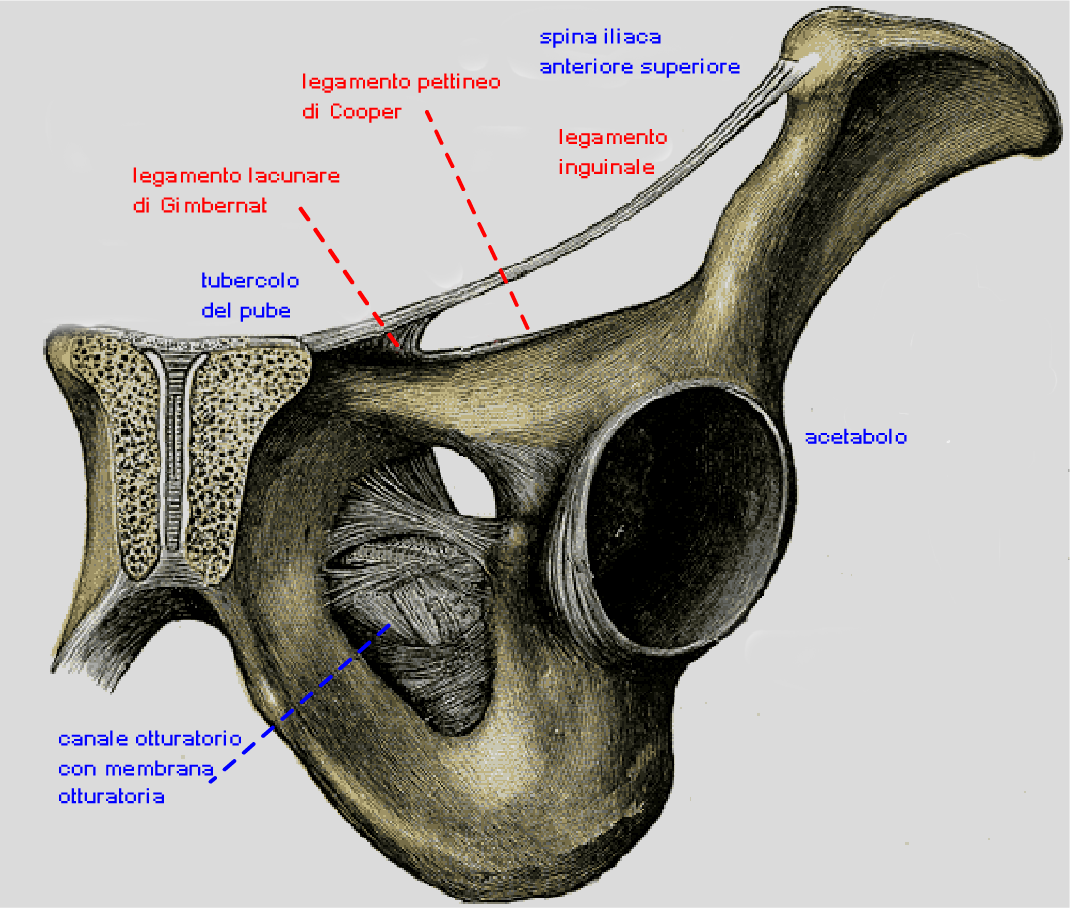
Fig.4 - Inserzione legamenti
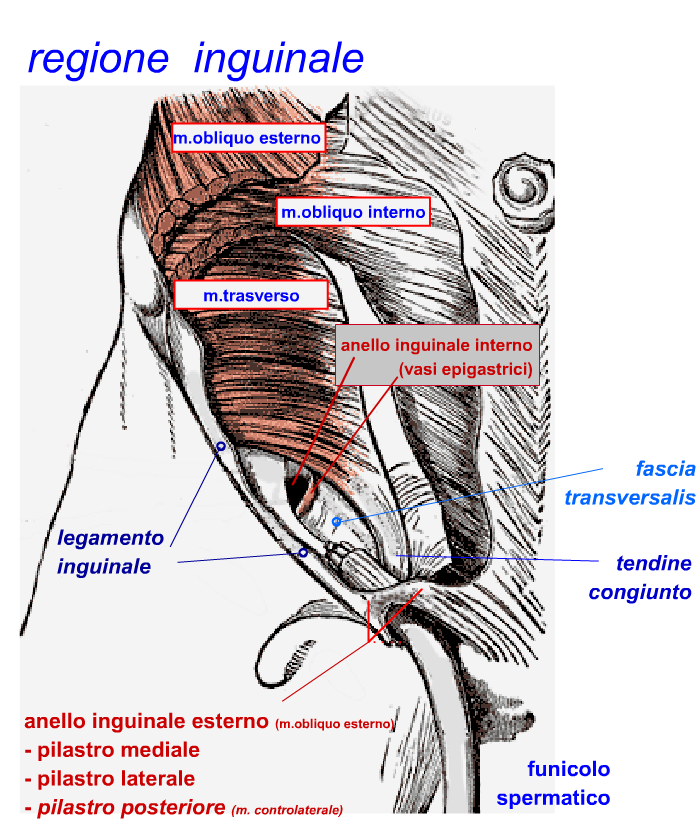
Fig.5 - Regione inguinale
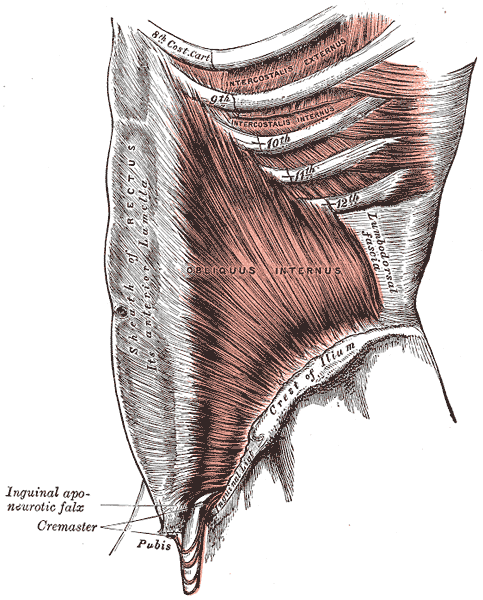
Fig.6. - Muscoli della parete addominale: Obliquo Interno
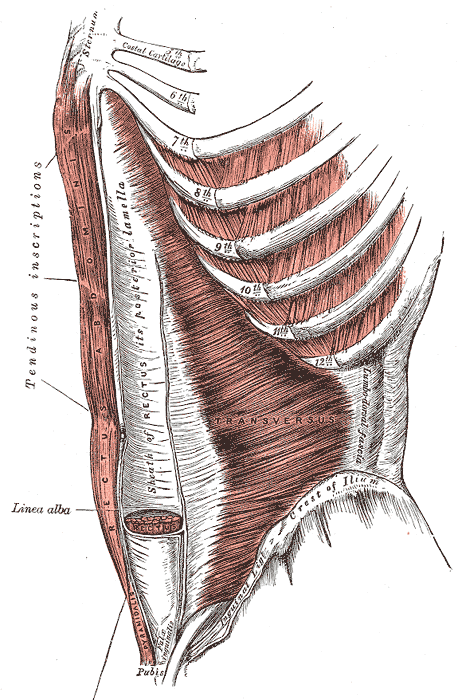
Fig.7. - Muscoli della parete addominale: Trasverso dell'addome
Fig.8 - Fascia Trasversale
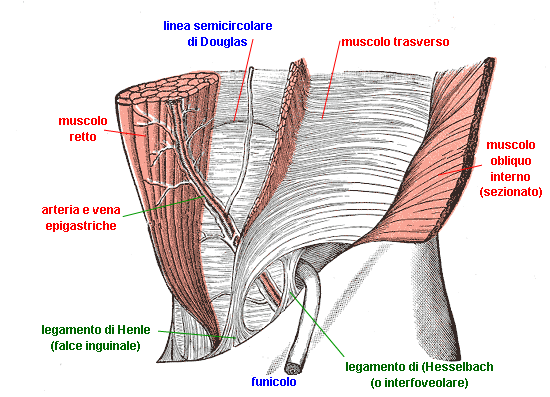
Fig.9 - Legamenti di Henle e Hesselbach
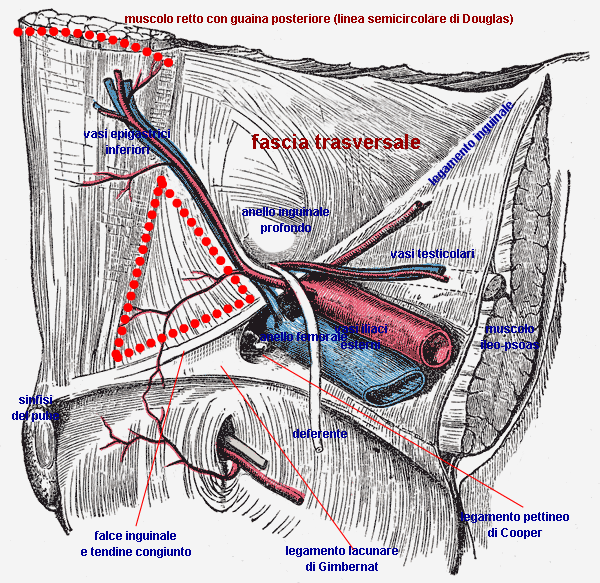
Fig.10 - Triangolo di Hesselbach
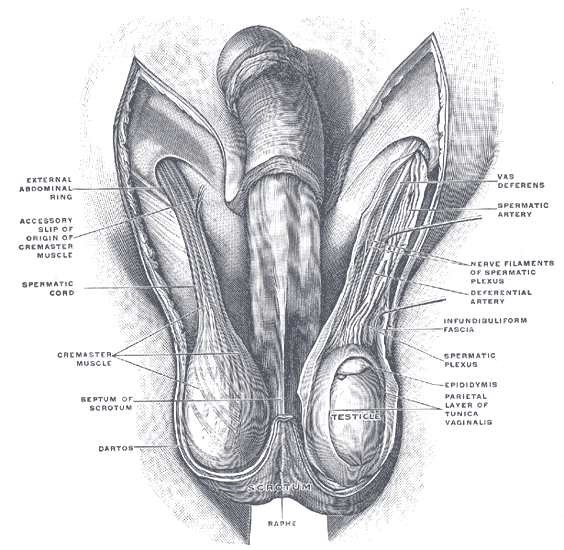
Fig.11 - Elementi del funicolo spermatico